# Дориа Медина, Сэмюэл
Сэмюэл Дориа Медина Ауса (исп. Samuel Doria Medina Auza; род. 4 декабря 1958 года, Ла-Пас, Боливия) — боливийский политический и государственный деятель, бизнесмен. С 1987 по 2014 год он был президентом и основным акционером компании SOBOCE, крупнейшего производителя цемента в Боливии.  Акционер Burger King Bolivia и генеральный директор компании Comversa, которой принадлежит отель Los Tajibos в Санта-Крус-де-ла-Сьерра. С 2003 по 2021 год возглавлял партию «Фронт национального единства».

## Биография

### Ранние годы
Сэмюэл Дориа Медина родился 4 декабря 1958 года в Ла-Пасе в клинике Вирхен-де-Копакабана. Окончил среднюю школу в школе Нуэстра-Сеньора-де-Лухан, школе малых братьев Марии, где в 1976 году стал свидетелем аргентинского государственного переворота в Лухане. В дальнейшем он изучал экономику и деловое администрирование в Боливийском католическом университете, а затем получил степень магистра экономики в Университете штата Аризона, США и докторскую степень по экономике со специализацией в области государственных финансов в Лондонской школе экономики в Соединённом Королевстве. С юных лет активно участвовал в политике, присоединившись к «Левому революционному движению» в 1991 году.

### Политическая деятельность
В 1991–1993 годах возглавлял министерство планирования и координации Боливии при президенте Хайме Пас Саморе. 1 октября 1995 года он был похищен перуанским «Революционным движением Тупака Амару». После 45 дней переговоров и выплаты более миллиона долларов он был освобождён.
В 2003 году основал и был избран лидером партии «Фронт национального единства». Выдвинул свою кандидатуру на президентских выборах 2005 года, заняв 3-е место и набрав 7,8 % голосов избирателей. В 2008 году выжил в авиакатастрофе, когда самолёт Cessna 208 Gran Caravan, на борту которого находились он и ещё одиннадцать человек, разбился в районе холма Уарикольо, недалеко от шахты Колькири.
Он снова баллотировался на президентских выборах 2009 года и получил 5,65 % голосов. Снова баллотировался на выборах 2014 года, заняв второе место с 25,1 % голосов.
Выдвинул свою кандидатуру на президентских выборах 2025 года. В ходе предвыборной кампании занимал первое место в опросах общественного мнения.

## Политические взгляды
Он стремится позиционировать себя и свою партию как умеренную третью силу в боливийской политике.

## Личная жизнь
Женат на Нидии Монье Постиго с 1983 года, у них шестеро детей. Излечился от рака мочевого пузыря.